# World FC
El World FC fue un equipo de fútbol de Belice que jugó en la Liga Premier de Belice, la liga de fútbol más importante del país.

## Historia
Fue fundado en el año 2008 en la ciudad de San Ignacio Town, aunque fue hasta la temporada 2012 que se integró al fútbol de Belice como uno de los equipos fundadores de la Liga Premier de Belice, aunque solamente jugaron la mitad del torneo debido a que por problemas financieros abandonaron la temporada y fueron reemplazados por el RG City Boys United.